# Pörkölt
Pörkölt es un plato que se sirve caliente. Aparece originalmente en la cocina húngara a finales del siglo XIX, derivado de la sopa de gulash. Este plato se ha dispersado a través de las diversas cocinas de Europa Central.

## Características
El pörkölt es esencialmente un plato cocido muy relacionado con el gulash húngaro. El tradicional gulash húngaro, cuyo nombre completo es "bogrács gulyás" ("estofado de caldero") se suele cocinar al aire libre sobre un fuego y en un caldero amplio. Existen diferentes variantes dependiendo de la región. En la mayor parte de Hungría se hace este plato con cerdo o vaca, pero no es raro encontrar variantes de cordero. No debe confundirse con la sopa de gulash, su antecedente inmediato. 
El correcto pörkölt se elabora sin líquido añadido, haciendo un braseado inicial, donde el gulyás emplea los propios jugos de las verduras y la carne. Es caracteístico el uso de pimentón de forma abundante. En muchos países fuera de Hungría, existen variedades de pörkölt, por ejemplo en Austria, Alemania y la República Checa, el pörkölt se sirve casi siempre en estos países bajo el nombre de gulash, por lo tanto la confusión aumenta entre los dos platos. 
Pörkölt deriva del verbo húngaro "pörkölni" que significa "asar" o "chamuscar". El pörkölt se elabora siempre con carne, cebollas, pimentón en polvo, chile, tomates o pasta de tomate, y semillas de alcaravea (esto es un debate entre los puristas) junto con variantes locales a la receta básica mencionada. La carne empleada puede variar desde ovino hasta diferentes aves de corral: pollo, pavo, etc.
La calidad de un buen pörkölt depende de la calidad de los ingredientes empleados. Las especias y el sabor del pimentón parece ser clave en el desarrollo de este plato. Un truco para hacer este plato húngaro es freír las cebollas en tocino (o en aceite) antes de hacer nada, y poner aparte del fuego para añadir el pimentón en grandes cantidades y la carne con el caldo. Si se emplean iguales cantidades de carne que de cebolla, no existe la necesidad de añadir líquido alguno. Se puede añadir ajo, pero se debe ser cauteloso con este ingrediente en el pörkölt. Nunca se debe verter harina durante su elaboración. Si se necesitara algo de humedad extra se añadirá pasta de tomate, a pesar de que los puristas están en contra de esta operación, se considera tradicional. 
Si se vierte nata ácida al pörkölt se convierte en lo que los húngaros denominan un paprikás. Cuando se elabora paprikás sólo se pueden emplear carnes ligeras como pollo, ternera o cerdo. Existen otros estofados de carne que no enfatizan el uso de pimentón, a estos se les denomina tokány y en ellos la incorporación de otras especias potencia el sabor.

## Servir

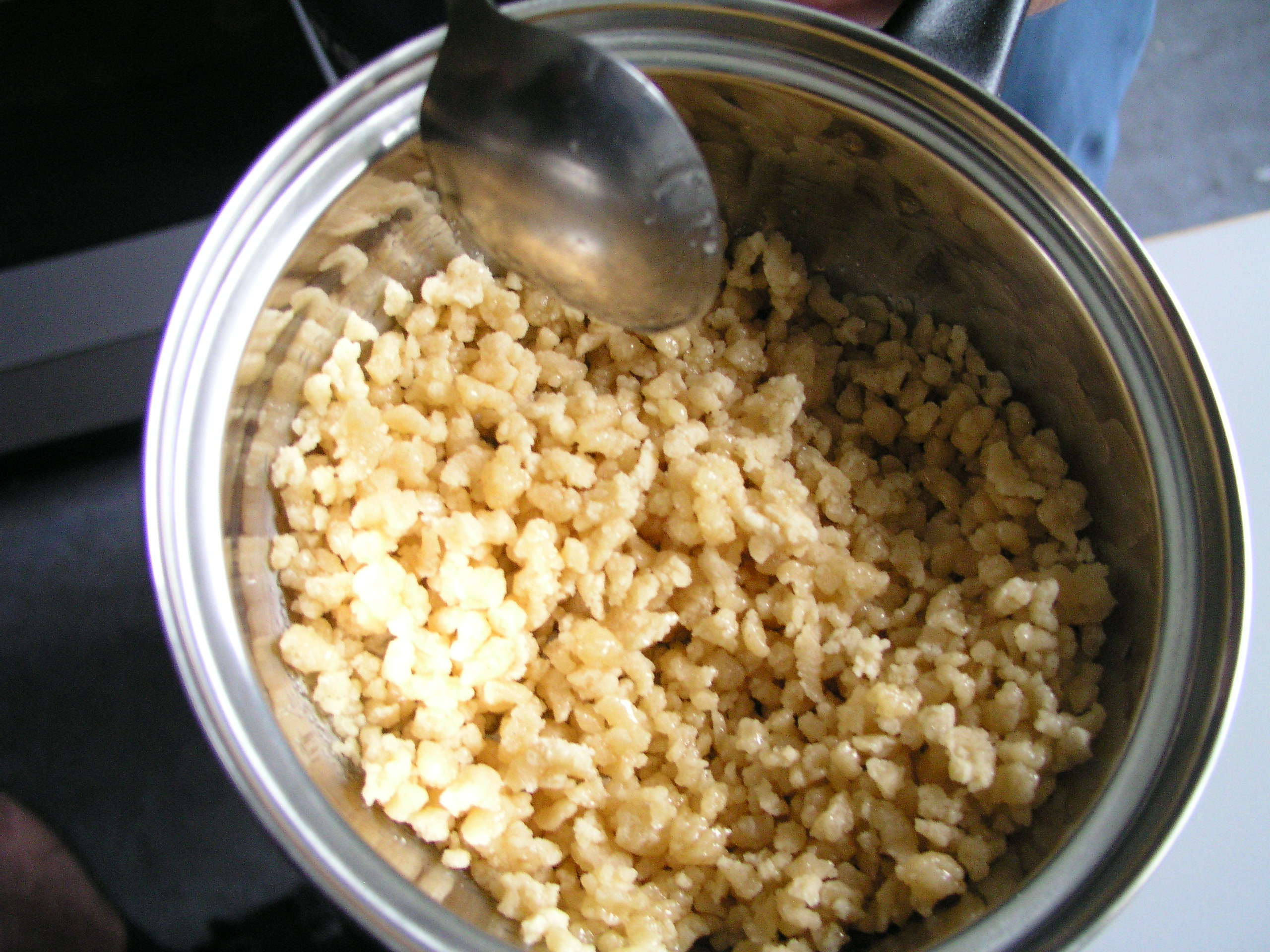
Tarhonya, un acompañamiento habitual en Hungría.

En Hungría el pörkölt se sirve la mayoría de las veces caliente con algún tipo de pasta (tészta) o tarhonya (pasta en forma de granos), el galuska o los nokedli (pequeñas variantes de pasta - Halušky en eslovaco). En la República Checa se ha servido el pörkölt con pan de centeno o semillas de alcaravea y a menudo se emplean knedlíky como acompañamiento. En Eslovaquia el plato se conoce como "perkelt" y es servido con Halušky.

## Variantes
Una variante muy popular en la cocina húngara es el pörkölt elaborado con tripas, denominado pacalpörkölt (pacal es la palabra empleada en idioma húngaro para denominar la tripa). Este plato posee un sabor y una personalidad propias, muy distinguible entre otras variedades de pörkölt, servido a menudo muy especiado.